# Fatih Avan
Pour les articles homonymes, voir Avan.
Fatih Avan (né le 1er janvier 1989 à Andırın) est un athlète turc, spécialiste du lancer du javelot. Son club est le Sport Kulübü Fenerbahçe.

## Carrière
Ayant lancé le javelot à 71,73 m à Izmir le 1er juin 2008, son meilleur lancer était de 77,15 m à Bursa (juin 2009, record national) avant qu'il ne remporte avec 79,78 m, nouveau record national, la médaille d'or aux Jeux méditerranéens 2009 à Pescara. La même année, il participe aux Championnats du monde à Berlin mais ne réalise que 78,12 m (8e en qualifications). Lors de la 9e Coupe d'Europe hivernale des lancers à Los Realejos, il avait terminé 3e en 74,82 m. En 2010, il réussit 79,13 m à Ankara le 28 août 2010.
En mai 2011, il porte le record turc à 81,16 m en ayant dépassé pour la première fois les 80 m en hiver et ce résultat lui permet de remporter la médaille d'or, catégorie espoirs, à la Coupe d'Europe hivernale des lancers à Sofia. Il bat le record national en 81,16 m à Izmir le 22 mai, puis en 84,69 m à Riga le 2 juin, lors de la Coupe de Riga. Médaille d'argent lors des Championnats d'Europe espoirs d'athlétisme 2011 à Ostrava en 84,11 m, il remporte peu après l'Universiade d'été de 2011 à Shenzhen. Puis il se qualifie pour la finale de Daegu 2011 où il termine 5e du concours en 83,34 m.
Lors de la finale de la Ligue de diamant, au mémorial Van Damme à Bruxelles, il bat son record national en terminant 3e avec 84,79 m, réalisé lors du 4e et dernier essai du concours (derrière Matthias de Zordo 88,36 m et Vadims Vasiļevskis 85,06 m). Le 4 décembre 2011, il est nommé athlète des Balkans de l'année 2011 pour l'ensemble de sa saison.
Il bat à nouveau le record national, avec 85,60 m, le 20 mai 2012 lors des championnats de club à Izmir. Il remporte la médaille d'or lors des Jeux méditerranéens 2013 à Mersin, confirmant son titre de Pescara.

## Palmarès
| Date | Compétition                          | Lieu             | Résultat | Marque  |
| ---- | ------------------------------------ | ---------------- | -------- | ------- |
| 2009 | Jeux méditerranéens                  | Pescara          | 1er      | 79,78 m |
| 2011 | Coupe d'Europe hivernale des lancers | Sofia            | 1er      | 80,19 m |
| 2011 | Championnats d'Europe espoirs        | Ostrava          | 2e       | 84,11 m |
| 2011 | Universiade                          | Shenzhen         | 1er      | 83,79 m |
| 2011 | Ligue de diamant                     | Ligue de diamant | 4e       | détails |
| 2012 | Coupe d'Europe hivernale des lancers | Bar              | 1er      | 81,09 m |
| 2013 | Jeux méditerranéens                  | Mersin           | 1er      | 83,84 m |
| 2013 | Universiade                          | Kazan            | 3e       | 81,24 m |
| 2014 | Championnats des Balkans             | Pitești          | 1er      | 75,98 m |
| 2015 | Coupe d'Europe hivernale des lancers | Leiria           | 3e       | 81,45 m |
| 2016 | Championnats des Balkans             | Pitești          | finale   | NM      |
| 2018 | Jeux méditerranéens                  | Tarragone        | 5e       | 71,71 m |

## Records
| Épreuve           | Performance  | Lieu  | Date        |
| ----------------- | ------------ | ----- | ----------- |
| Lancer du javelot | 85,60 m (NR) | Izmir | 20 mai 2012 |